# Las Zorras
Las Zorras fue una de las comunas que integró el antiguo departamento de Valparaíso, en la provincia de Valparaíso.
En 1907, de acuerdo al censo de ese año, la comuna tenía una población de 27431 habitantes. Su territorio fue organizado por decreto del 22 de diciembre de 1891, a partir del territorio de las Subdelegaciones 1.°, 2.° y 20.°.

## Historia
La comuna fue creada por decreto del 22 de diciembre de 1891, con el territorio de las Subdelegaciones 1.°, 2.° y 20.°.
Esta comuna fue suprimida mediante el Decreto con Fuerza de Ley N.° 8.583 del 30 de diciembre de 1927, dictado por el presidente Carlos Ibáñez del Campo como parte de una reforma político-administrativa, anexando su territorio a la comuna de Valparaíso. La supresión se hizo efectiva a contar del 1 de febrero de 1928.